# Luigi Arcovito
Luigi Arcovito (Reggio Calabria, 29 maggio 1766 – Reggio Calabria, 19 marzo 1834) è stato un generale e patriota italiano.

## Biografia
Nacque a Reggio Calabria nel 1766. Nel 1784 andò a Stoccolma, dove si addestrò nell'artiglieria e ricevette, grazie all'interessamento del re Gustavo III, l'autorizzazione di ufficiale a fungere da guardiamarina nella marina svedese. Come tale prese parte alla guerra russo-svedese, dove si distinse particolarmente durante il raid al Baltijskij Port il 17 marzo 1790. Dopo questa battaglia fu promosso tenente. Tornò in Italia nel 1792. Partecipò con il Regno di Napoli alle guerre rivoluzionarie francesi e fu presente all'assedio di Tolone (1793).
Aderì alla Repubblica Napoletana e, dopo essere sfuggito alla controrivoluzione borbonica, anche al Regno di Napoli bonapartista. Fu un fedele servitore del re Gioacchino Murat e suo aiutante di campo, partecipando, tra le altre, all'invasione di Capri e alla campagna d'Italia (1813-1814). Nel 1815 partecipò alla guerra austro-napoletana e fu promosso generale di divisione.
Partecipò ai moti del 1820-1821 nel Regno delle Due Sicilie e dopo il loro fallimento fu condannato di nuovo all'esilio, potendo tornare nelle Due Sicilie nel 1825 grazie a un'amnistia del nuovo re Francesco I. Morì a Reggio Calabria nel 1834.